# Copa do Mundo FIFA Sub-20 de 1989
O Mundial Sub-20 de Futebol de 1989 foi disputado na Arábia Saudita entre 16 de Fevereiro e 3 de Março de 1989. Esta foi a 7ª edição da competição, e a primeira vez ganha por Portugal.

## Selecções
As seguintes 16 selecções qualificaram-se para o torneio. A Arábia Saudita qualificou-se por ser o país afintrião.
| África - Nigéria - Mali Ásia - Arábia Saudita - Iraque - Síria América do Norte, América Central & Caribe - Costa Rica - Estados Unidos | América do Sul - Colômbia - Brasil - Argentina Europa - Tchecoslováquia - Portugal - União Soviética - Alemanha Oriental - Noruega - Espanha |

## Árbitros
| África - Badara Sene - Idrissa Sarr - Neji Jouini Ásia - Abdul Al Nasri - Chen Shengcai - Ahmed Mohammed Jassim | Europa - Hubert Forstinger - Tullio Lanese - Neil Midgley - Egil Nervik - Aron Schmidhuber - Alan Snoddy - Alexey Spirin - Marcel van Langenhove | América do Sul - Arturo Angeles - Arturo Brizio Carter - José Carlos Ortíz América do Sul - Juan Antonio Bava - Elias Jácome - José Roberto Wright - José Torres Cadena |

## Fase de grupos

### Grupo A
| Selecção        | Pts | J | V | E | D | GM | GS | +/- |
| --------------- | --- | - | - | - | - | -- | -- | --- |
| Portugal        | 4   | 3 | 2 | 0 | 1 | 2  | 3  | −1  |
| Nigéria         | 3   | 3 | 1 | 1 | 1 | 3  | 3  | 0   |
| Tchecoslováquia | 3   | 3 | 1 | 1 | 1 | 2  | 2  | 0   |
| Arábia Saudita  | 2   | 3 | 1 | 0 | 2 | 4  | 3  | +1  |

| 16 de Fevereiro de 1989 | Arábia Saudita | 1–2       | Nigéria                 | King Fahd International Stadium, Riyadh        |
| 18:00                   | Al Suraiti 16’ | Relatório | Adepoju 52’ Ohenhen 87’ | Público: 70,000 Árbitro: Marcel van Langenhove |

| 17 de Fevereiro de 1989 | Tchecoslováquia | 0–1       | Portugal  | King Fahd International Stadium, Riyadh      |
| 18:00                   |                 | Relatório | Alves 88’ | Público: 70,000 Árbitro: José Roberto Wright |

| 19 de Fevereiro de 1989 | Arábia Saudita | 0–1       | Tchecoslováquia | King Fahd International Stadium, Riyadh |
| 18:00                   |                | Relatório | Látal 52’       | Público: 20,000 Árbitro: Alan Snoddy    |

| 20 de Fevereiro de 1989 | Nigéria | 0–1       | Portugal       | King Fahd International Stadium, Riyadh |
| 18:00                   |         | Relatório | João Pinto 79’ | Público: 7,000 Árbitro: Egil Nervik     |

| 22 de Fevereiro de 1989 | Arábia Saudita                              | 3–0       | Portugal | King Fahd International Stadium, Riyadh     |
| 15:45                   | Al Harbi 52’ Al Romaihi 56’ Al Debaikhi 83’ | Relatório |          | Público: 8,000 Árbitro: José Roberto Wright |

| 22 de Fevereiro de 1989 | Nigéria   | 1–1       | Tchecoslováquia | King Fahd International Stadium, Riyadh      |
| 18:00                   | Nwosu 72’ | Relatório | Látal 14’       | Público: 8,000 Árbitro: Arturo Brizio Carter |

### Grupo B
| Selecção        | Pts | J | V | E | D | GM | GS | +/- |
| --------------- | --- | - | - | - | - | -- | -- | --- |
| União Soviética | 6   | 3 | 3 | 0 | 0 | 7  | 2  | +5  |
| Colômbia        | 2   | 3 | 1 | 0 | 2 | 3  | 4  | −1  |
| Síria           | 2   | 3 | 1 | 0 | 2 | 4  | 6  | −2  |
| Costa Rica      | 2   | 3 | 1 | 0 | 2 | 2  | 4  | −2  |

| 17 de Fevereiro de 1989 | Costa Rica   | 1–0       | Colômbia | Dammam                            |
| 15:45                   | González 88’ | Relatório |          | Público: 11 000 Árbitro: Al Nasir |

| 17 de Fevereiro de 1989 | União Soviética             | 3–1       | Síria     | Dammam                                     |
| 18:00                   | Tedeev 29’ Salenko 49’, 83’ | Relatório | Sibai 65’ | Público: 11 000 Árbitro: Juan Antonio Bava |

| 19 de Fevereiro de 1989 | Costa Rica | 0–1       | União Soviética | Dammam                                   |
| 18:00                   |            | Relatório | Matveev 84’     | Público: 5 000 Árbitro: Aron Schmidhuber |

| 20 de Fevereiro de 1989 | Colômbia             | 2–0       | Síria | Dammam                                  |
| 18:00                   | Muñoz 42’ Osorio 85’ | Relatório |       | Público: 9 545 Árbitro: Kenneth Wallace |

| 22 de Fevereiro de 1989 | Costa Rica | 1–3       | Síria                    | Dammam                              |
| 15:45                   | Brenes 80’ | Relatório | Helou 16’, 45’ Afash 30’ | Público: 6 000 Árbitro: Badara Sene |

| 22 de Fevereiro de 1989 | Colômbia | 1–3       | União Soviética                 | Dammam                                |
| 18:00                   | Muñoz 5’ | Relatório | Timoshenko 25’ Salenko 29’, 32’ | Público: 9 770 Árbitro: Tullio Lanese |

### Grupo C
| Selecção          | Pts | J | V | E | D | GM | GS | +/- |
| ----------------- | --- | - | - | - | - | -- | -- | --- |
| Brasil            | 6   | 3 | 3 | 0 | 0 | 10 | 1  | +9  |
| Estados Unidos    | 3   | 3 | 1 | 1 | 1 | 4  | 4  | 0   |
| Alemanha Oriental | 2   | 3 | 1 | 0 | 2 | 3  | 4  | −1  |
| Mali              | 1   | 3 | 0 | 1 | 2 | 1  | 9  | −8  |

| 17 de Fevereiro de 1989 | Brasil                 | 2–0       | Alemanha Oriental | Jeddah                                |
| 16:30                   | Marcelo 35’ França 68’ | Relatório |                   | Público: 35,000 Árbitro: Neil Midgley |

| 17 de Fevereiro de 1989 | Mali      | 1–1       | Estados Unidos | Jeddah                                |
| 18:45                   | Nfaly 42’ | Relatório | Snow 11’       | Público: 35,000 Árbitro: Elías Jácome |

| 19 de Fevereiro de 1989 | Brasil                                               | 5–0       | Mali | Jeddah                                         |
| 18:45                   | Cássio 50’ Bismarck 53’, 83’ Sonny Anderson 66’, 80’ | Relatório |      | Público: 10,000 Árbitro: Ahmed Mohammed Jassim |

| 20 de Fevereiro de 1989 | Alemanha Oriental | 0–2       | Estados Unidos            | Jeddah                                |
| 18:45                   |                   | Relatório | Dayak 47’ Snow 87’ (g.p.) | Público: 10,000 Árbitro: Idrissa Sarr |

| 22 de Fevereiro de 1989 | Brasil                                      | 3–1       | Estados Unidos | Jeddah                                     |
| 16:30                   | Bismarck 39’ Marcelo 44’ Sonny Anderson 55’ | Relatório | Dayak 10’      | Público: 25,000 Árbitro: Hubert Forstinger |

| 22 de Fevereiro de 1989 | Alemanha Oriental                | 3–0       | Mali | Jeddah                                     |
| 18:45                   | Prausse 28’ Fuchs 46’ Jahnig 55’ | Relatório |      | Público: 25,000 Árbitro: José Carlos Ortíz |

### Grupo D
| Selecção  | Pts | J | V | E | D | GM | GS | +/- |
| --------- | --- | - | - | - | - | -- | -- | --- |
| Iraque    | 6   | 3 | 3 | 0 | 0 | 4  | 0  | +4  |
| Argentina | 2   | 3 | 1 | 0 | 2 | 3  | 3  | 0   |
| Noruega   | 2   | 3 | 1 | 0 | 2 | 4  | 5  | −1  |
| Espanha   | 2   | 3 | 1 | 0 | 2 | 4  | 7  | −3  |

| 17 de Fevereiro de 1989 | Noruega | 0–1       | Iraque    | King Fahd Stadium, Taif                     |
| 16:30                   |         | Relatório | Naiem 66’ | Público: 14,000 Árbitro: José Torres Cadena |

| 17 de Fevereiro de 1989 | Argentina   | 1–2       | Espanha                         | King Fahd Stadium, Taif                |
| 18:45                   | Simeone 12’ | Relatório | Moisés 26’ Villabona 58’ (g.p.) | Público: 14,000 Árbitro: Alexey Spirin |

| 19 de Fevereiro de 1989 | Noruega | 0–2       | Argentina              | King Fahd Stadium, Taif                |
| 18:45                   |         | Relatório | Biazotti 5’ Ubaldi 89’ | Público: 3,000 Árbitro: Arturo Angeles |

| 20 de Fevereiro de 1989 | Iraque              | 2–0       | Espanha | King Fahd Stadium, Taif                |
| 18:45                   | Wali 41’ Shabib 51’ | Relatório |         | Público: 13,500 Árbitro: Chen Shengcai |

| 22 de Fevereiro de 1989 | Noruega                                                  | 4–2       | Espanha          | King Fahd Stadium, Taif              |
| 16:30                   | Drillestad 43’ Johansen 47’ Bohinen 58’ Mellemstrand 90’ | Relatório | Pinilla 46’, 49’ | Público: 17,000 Árbitro: Neji Jouini |

| 22 de Fevereiro de 1989 | Iraque           | 1–0       | Argentina | King Fahd Stadium, Taif              |
| 18:45                   | Swadi 67’ (g.p.) | Relatório |           | Público: 17,000 Árbitro: Jozef Marko |

## Fases finais
|  | Quartas de final         | Quartas de final         |                          |                | Semifinais     | Semifinais     |  |  | Final               | Final |
|  |                          |                          |                          |                |                |                |  |  |                     |       |
|  | 25 de Fevereiro - Riyadh |                          |                          |                |                |                |  |  |                     |       |
|  |                          |                          |                          |                |                |                |  |  |                     |       |
|  | Portugal                 | 1                        |                          |                |                |                |  |  |                     |       |
|  | Portugal                 | 1                        | 28 de Fevereiro - Riyadh |                |                |                |  |  |                     |       |
|  | Colômbia                 | 0                        |                          |                |                |                |  |  |                     |       |
|  | Colômbia                 | 0                        | Portugal                 | 1              |                |                |  |  |                     |       |
|  | 25 de Fevereiro - Dammam |                          | Portugal                 | 1              |                |                |  |  |                     |       |
|  |                          | Brasil                   | 0                        |                |                |                |  |  |                     |       |
|  | União Soviética          | Brasil                   | 0                        | 4 (3)          |                |                |  |  |                     |       |
|  | União Soviética          |                          | 3 de Março - Riyadh      | 4 (3)          |                |                |  |  |                     |       |
|  | Nigéria (g.p.)           | 4 (5)                    |                          |                |                |                |  |  |                     |       |
|  | Nigéria (g.p.)           | 4 (5)                    | Portugal                 | 2              |                |                |  |  |                     |       |
|  | 25 de Fevereiro - Jeddah |                          | Portugal                 | 2              |                |                |  |  |                     |       |
|  |                          | Nigéria                  | 0                        |                |                |                |  |  |                     |       |
|  | Brasil                   | Nigéria                  | 0                        | 1              |                |                |  |  |                     |       |
|  | Brasil                   | 28 de Fevereiro - Jeddah |                          | 1              |                |                |  |  |                     |       |
|  | Argentina                | 0                        |                          |                |                |                |  |  |                     |       |
|  | Argentina                | 0                        | Nigéria (a.p.)           | 2              | Terceiro lugar | Terceiro lugar |  |  |                     |       |
|  | 25 de Fevereiro - Taif   |                          | Nigéria (a.p.)           | 2              | Terceiro lugar | Terceiro lugar |  |  |                     |       |
|  |                          | Estados Unidos           | 1                        |                |                |                |  |  |                     |       |
|  | Iraque                   | Estados Unidos           | 1                        | 1              | Brasil         | 2              |  |  |                     |       |
|  | Iraque                   |                          |                          | 1              | Brasil         | 2              |  |  |                     |       |
|  | Estados Unidos           | 2                        |                          | Estados Unidos | 0              |                |  |  |                     |       |
|  | Estados Unidos           | 2                        |                          |                | 0              |                |  |  |                     |       |
|  |                          |                          |                          |                |                |                |  |  | 3 de Março - Riyadh |       |
|  |                          |                          |                          |                |                |                |  |  |                     |       |

### Quartos-finais
| 25 de Fevereiro de 1989 | Portugal        | 1–0       | Colômbia | King Fahd International Stadium, Riyadh |
| 18:00                   | Jorge Couto 40’ | Relatório |          | Público: 5,000 Árbitro: Neji Jouini     |

| 25 de Fevereiro de 1989 | União Soviética                          | 4–4 (a.p.) (3-5 g.p.) | Nigéria                                | Dammam                                     |
| 18:00                   | Kiriakov 30’, 58’ Tedeev 45’ Salenko 46’ | Relatório             | Ohenhen 61’, 75’ Elijah 83’ Ugbade 84’ | Público: 10,000 Árbitro: Hubert Forstinger |

| 25 de Fevereiro de 1989 | Brasil      | 1–0       | Argentina | Jeddah                                 |
| 18:45                   | Marcelo 15’ | Relatório |           | Público: 35,000 Árbitro: Tullio Lanese |

| 25 de Fevereiro de 1989 | Iraque   | 1–2       | Estados Unidos          | King Fahd Stadium, Taif                   |
| 18:45                   | Wali 35’ | Relatório | Henderson 17’ Brose 56’ | Público: 18,000 Árbitro: Aron Schmidhuber |

### Semi-finais
| 28 de Fevereiro de 1989 | Portugal   | 1–0       | Brasil | King Fahd International Stadium, Riyadh |
| 18:00                   | Amaral 68' | Relatório |        | Público: 15,000 Árbitro: Jozef Marko    |

| 28 de Fevereiro de 1989 | Nigéria          | 2–1 (a.p.) | Estados Unidos  | Jeddah                                |
| 18:45                   | Adepoju 47', 93' | Relatório  | Snow 52' (g.p.) | Público: 40,000 Árbitro: Neil Midgley |

### Terceiro lugar
| 3 de Março de 1989 | Brasil                  | 2–0       | Estados Unidos | King Fahd International Stadium, Riyadh |
| 15:45              | Franca 65' Leonardo 69' | Relatório |                | Público: 65,000 Árbitro: Neji Jouini    |

### Final
| 3 de Março de 1989 | Portugal                 | 2–0       | Nigéria | King Fahd International Stadium, Riyadh   |
| 18:00              | Abel 44' Jorge Couto 76' | Relatório |         | Público: 65,000 Árbitro: Aron Schmidhuber |

## Premiações

### Campeões
| Campeão do Mundial Sub-20 da FIFA de 1989 PORTUGAL 1º Título |

### Individuais
| Bota de Ouro | Bola de Ouro | Fair Play      |
| ------------ | ------------ | -------------- |
| Oleg Salenko | Bismarck     | Estados Unidos |

## Artilharia
5 golos
- Oleg Salenko

3 golos
- Mutiu Adepoju
- Sonny Anderson
- Bismarck
- Marcelo
- Christopher Ohenhen
- Steve Snow